# Centralia (Washington)
Centralia és una població dels Estats Units a l'estat de Washington. Segons el cens del 2000 tenia 14.742 habitants.

## Demografia
Segons el cens del 2000, Centralia tenia 14.742 habitants, 5.943 habitatges, i 3.565 famílies. La densitat de població era de 768,1 habitants per km².
Dels 5.943 habitatges en un 29,4% hi vivien nens de menys de 18 anys, en un 41,7% hi vivien parelles casades, en un 13% dones solteres, i en un 40% no eren unitats familiars. En el 32,7% dels habitatges hi vivien persones soles el 16,9% de les quals corresponia a persones de 65 anys o més que vivien soles. El nombre mitjà de persones vivint en cada habitatge era de 2,4 i el nombre mitjà de persones que vivien en cada família era de 3,02.
Per edats la població es repartia de la següent manera: un 25,2% tenia menys de 18 anys, un 10,5% entre 18 i 24, un 25,7% entre 25 i 44, un 19,4% de 45 a 60 i un 19,2% 65 anys o més.
L'edat mediana era de 37 anys. Per cada 100 dones de 18 o més anys hi havia 86,6 homes.
La renda mediana per habitatge era de 30.078 $ i la renda mediana per família de 35.684 $. Els homes tenien una renda mediana de 31.595 $ mentre que les dones 22.076 $. La renda per capita de la població era de 16.305 $. Aproximadament el 13,6% de les famílies i el 18% de la població estaven per davall del llindar de pobresa.

## Poblacions més properes
El següent diagrama mostra les poblacions més properes.